# Photoplay Award

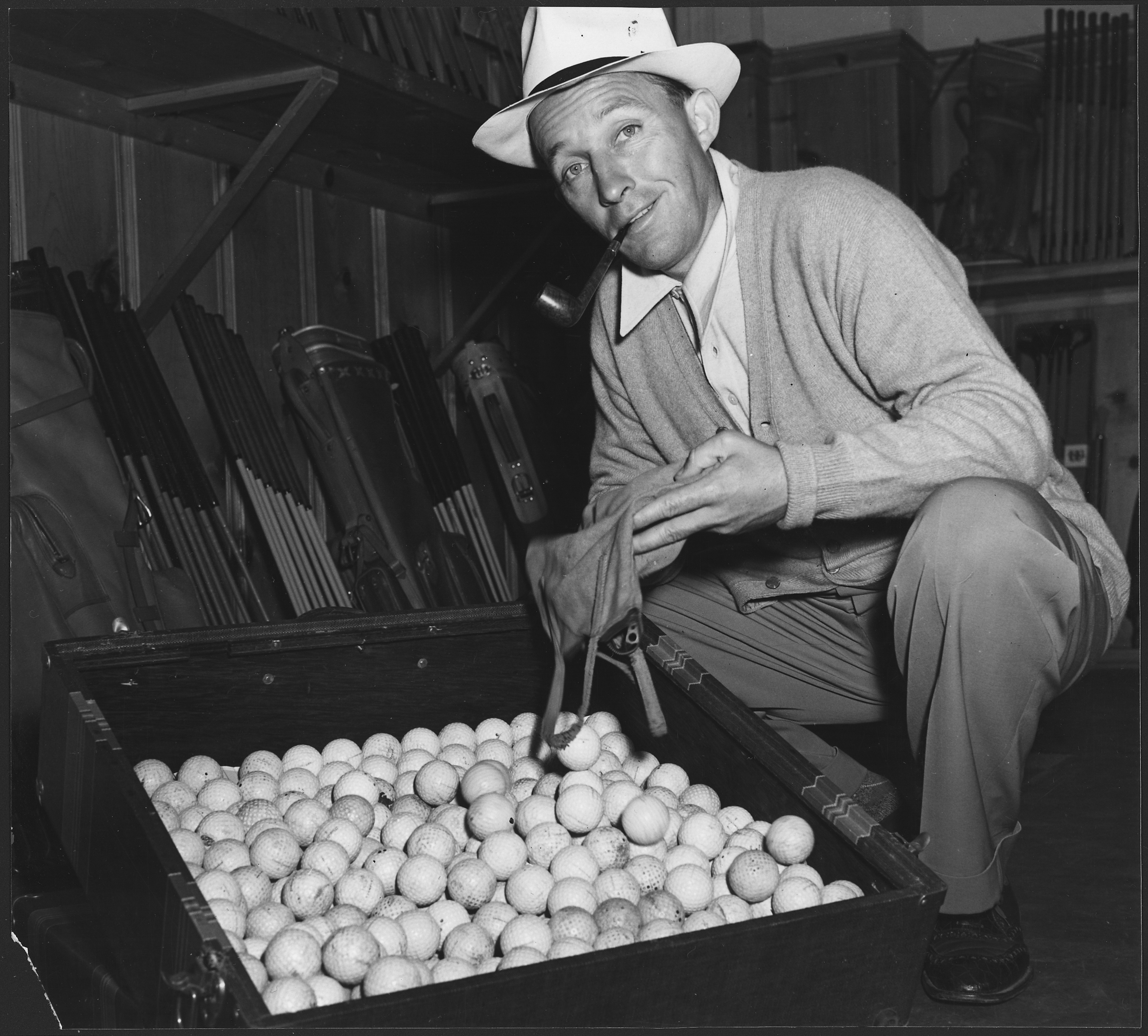
Bing Crosby, von 1944 bis 1948 populärster männlicher Schauspieler

Der Photoplay Award war ein nationaler US-amerikanischer Filmpreis, der jährlich von 1921 bis 1940 und 1945 bis 1969 verliehen wurde. Damit gilt die Auszeichnung als erster Filmpreis der Welt, noch vor dem 1929 ins Leben gerufenen Oscar der Academy of Motion Picture Arts and Sciences (AMPAS). Der Preis verlor jedoch durch die Konkurrenz zur Oscarverleihung und der zunehmenden Bedeutung von Kritikerpreisen wie dem der National Board of Review oder des New York Film Critics Circle schon früh an Ansehen.
Begründer des Photoplay Awards war die 1911 in Chicago gegründete Filmzeitschrift Photoplay. Die Gewinner wurden durch die Leser des Magazins beziehungsweise von 1944 bis 1952 durch eine Meinungsumfrage der Audience Research Inc. ermittelt und später bei einer Zeremonie in Los Angeles geehrt.
Unter den Honorierten sind so bekannte Filmschaffende wie Ingrid Bergman, Richard Chamberlain, Bing Crosby, Doris Day, William Holden, Rock Hudson, Marilyn Monroe oder Kim Novak vertreten.

## Kategorien
Der Preis wurde in drei Kategorien vergeben. Für den besten Film des Jahres gab es die vergoldete „Photoplay-Medaille“ („Photoplay Medal of Honor“, auch „Photoplay Gold Medal“ genannt). Außerdem wurden ab 1944 Preise für Darsteller vergeben, die die Schauspieler aufgrund ihrer Popularität ehrten, nicht jedoch wie bei der Oscarverleihung für eine bestimmte Filmrolle. Damit können die Photoplay Awards als Vorläufer der heutigen People’s Choice Awards angesehen werden. Mit einem Spezialpreis wurden unter anderem 1952 Jerry Lewis, Dean Martin und Marilyn Monroe geehrt.
Die im Folgenden genannten Jahreszahlen nennen die bewerteten Filmjahre. Die Verleihungen fanden jeweils im Folgejahr statt.
| Kategorie                   | Originalbezeichnung         | Zeitraum            |
| --------------------------- | --------------------------- | ------------------- |
| Bester Film                 | Medal of Honor / Gold Medal | 1920–1939 1944–1968 |
| Populärster männlicher Star | Most Popular Male Star      | 1944–1968           |
| Populärster weiblicher Star | Most Popular Female Star    | 1944–1968           |
| Spezialpreis                | Special Award               | unregelmäßig        |